# Uralsko federalno okrožje
Uralsko federalno okrožje (rusko Ура́льский федера́льный о́круг, latinizirano: Uralski federal'nyj okrug) je federalno okrožje v Rusiji in s tem ena izmed upravnih enot najvišje ravni po federalni strukturi Rusije. Upravni sedež in največje mesto je Jekaterinburg. Drugi največji mesti v okrožju sta Čeljabinsk in Tjumen.

## Podenote
Federalno okrožje sestavlja šest subjektov.
| Urals Federal District | Urals Federal District | Urals Federal District | Urals Federal District            | Urals Federal District | Urals Federal District | Urals Federal District | Urals Federal District    |
| #                      | Zastava                | Grb                    | Federalni subjekt                 | Upravno središče       | Površina v km2         | Prebivalstvo           | Zemljevid upravne delitve |
| ---------------------- | ---------------------- | ---------------------- | --------------------------------- | ---------------------- | ---------------------- | ---------------------- | ------------------------- |
| 1                      |                        |                        | Kurganska oblast                  | Kurgan                 | 71.000                 | 776.661                |                           |
| 2                      |                        |                        | Sverdlovska oblast                | Jekaterinburg          | 194.226                | 4.268.998              |                           |
| 3                      |                        |                        | Tjumenska oblast                  | Tjumen                 | 143.520                | 1.601.940              |                           |
| 4                      |                        |                        | Hanti-Mansijsko avtonomno okrožje | Hanti-Mansijsk         | 534.800                | 1.711.480              |                           |
| 5                      |                        |                        | Čeljabinska oblast                | Čeljabinsk             | 87.900                 | 3.431.224              |                           |
| 6                      |                        |                        | Jamalo-Nenško avtonomno okrožje   | Salehard               | 750.300                | 510.490                |                           |